# 特別代理人
特別代理人（とくべつだいりにん）とは、本来の代理人が代理権を行使することができない（代理人の破産など）又は不適切な場合（利益相反行為など（民法第826条、民法第860条））や不存在な場合（民事訴訟法第35条）に、法律に基づき定められた裁判所に申し立てを行い選任し、本来の代理人が行う職務を行う特別な代理人のことをいう（民法第826条、民法第860条、民事訴訟法第35条、民事訴訟法第37条、民事執行法第20条、民事執行法第41条、刑事訴訟法第29条など）。

## 民法における特別代理人（未成年者）
親権を行う父又は母とその子との利益が相反する行為については、親権を行う者は、その子のために特別代理人を選任することを家庭裁判所に請求しなければならない（民法第826条）とされているほか、民法上では嫡出否認の訴えを行う場合に親権を行う母がないときは特別代理人を選任されることとなっている（民法第775条）。

## 民法における特別代理人（成年被後見人）
成年後見人と成年被後見人との利益が相反する行為については後見監督人がいる場合を除きその被後見人のために特別代理人を選任することを家庭裁判所に請求しなければならない（民法第826条、民法第860条）とされている。

なお、被保佐人や被補助人に関して同様に利益相反行為を行う場合には臨時保佐人、臨時補助人を選任することなるが、職務内容は特別代理人とほぼ変わらない。

## 民事訴訟における特別代理人
法定代理人がない場合又は法定代理人が代理権を行うことができない場合において、未成年者又は成年被後見人に対し訴訟行為をしようとする者は、遅滞のため損害を受けるおそれがあることを疎明して、受訴裁判所の裁判長に特別代理人の選任を申し立てることができる（民事訴訟法第35条）。
また、民事訴訟法における法定代理及び法定代理人に関する規定は、法人の代表者及び法人でない社団又は財団でその名において訴え、又は訴えられることができるものの代表者又は管理人について準用する（民事訴訟法第37条）ため、同様の理由で特別代理人の選任を申し立てることができる。

## 民事執行における特別代理人
民事執行の手続きに関しては民事訴訟法の規定が準用される（民事執行法第20条）ため民事訴訟法第35条及び民事訴訟法第37条と同様の理由で特別代理人を選任する。また民事執行法第41条では債務者の相続人の存在が明らかでないとき（相続人の不存在）又はその所在が明らかでないとき（不在者）に相続財産又は相続人のために特別代理人を選任する規定を設けている。

## 刑事訴訟における特別代理人
刑事訴訟において、被告人（被疑者）の訴訟行為を代表、又は代理する者（刑事訴訟法第27条、刑事訴訟法第28条）がいない場合、検察官（司法警察員又は利害関係人）の請求又は裁判所の職権により、特別代理人が選任されなければならないことになっている（刑事訴訟法第29条1項、2項）。選任された特別代理人は、被告人又は被疑者を代表し又は代理して訴訟行為をする者ができるまで、その任務を行う。